# イルカショー

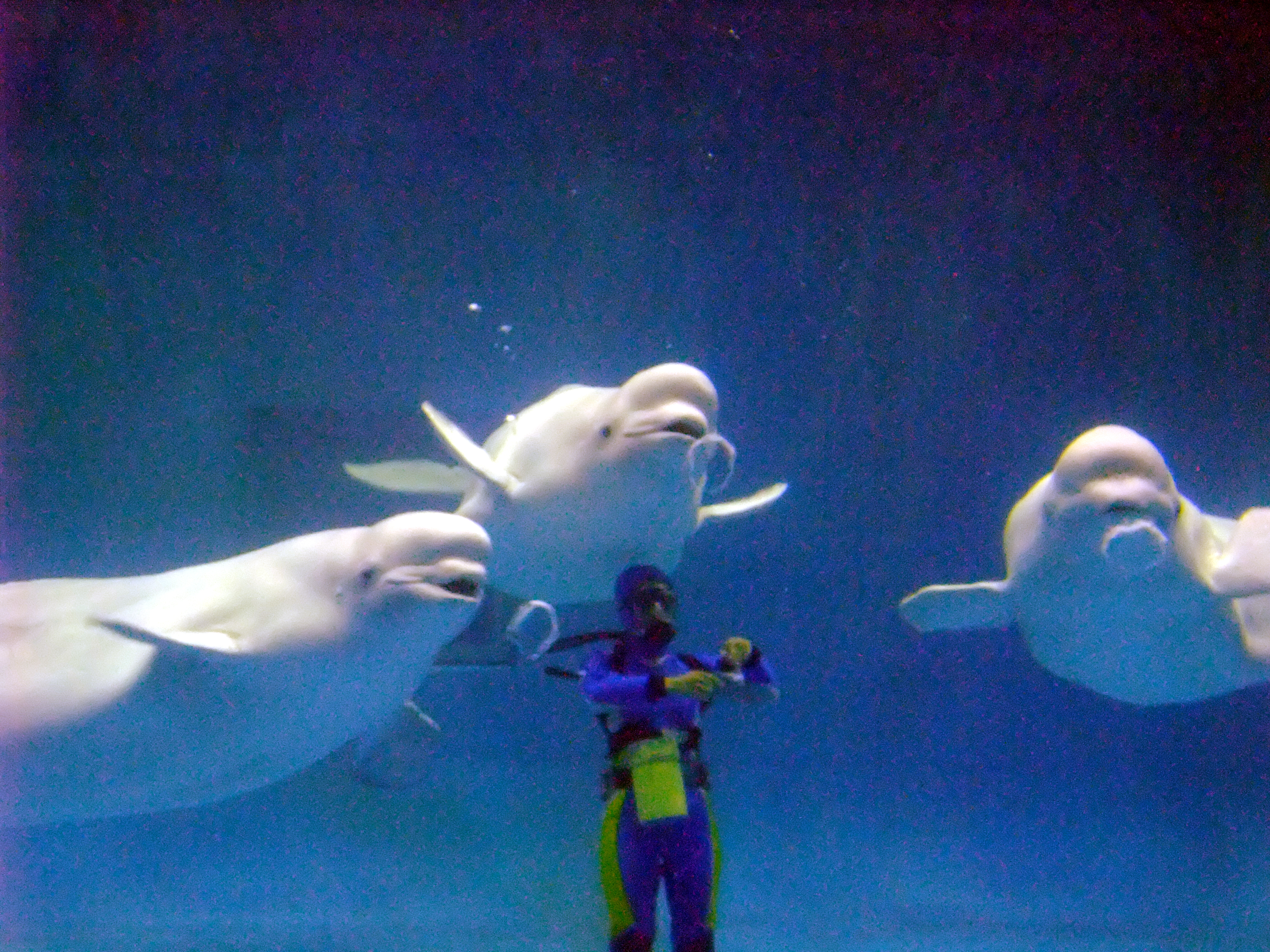
島根県立しまね海洋館におけるシロイルカのバブルリングパフォーマンス

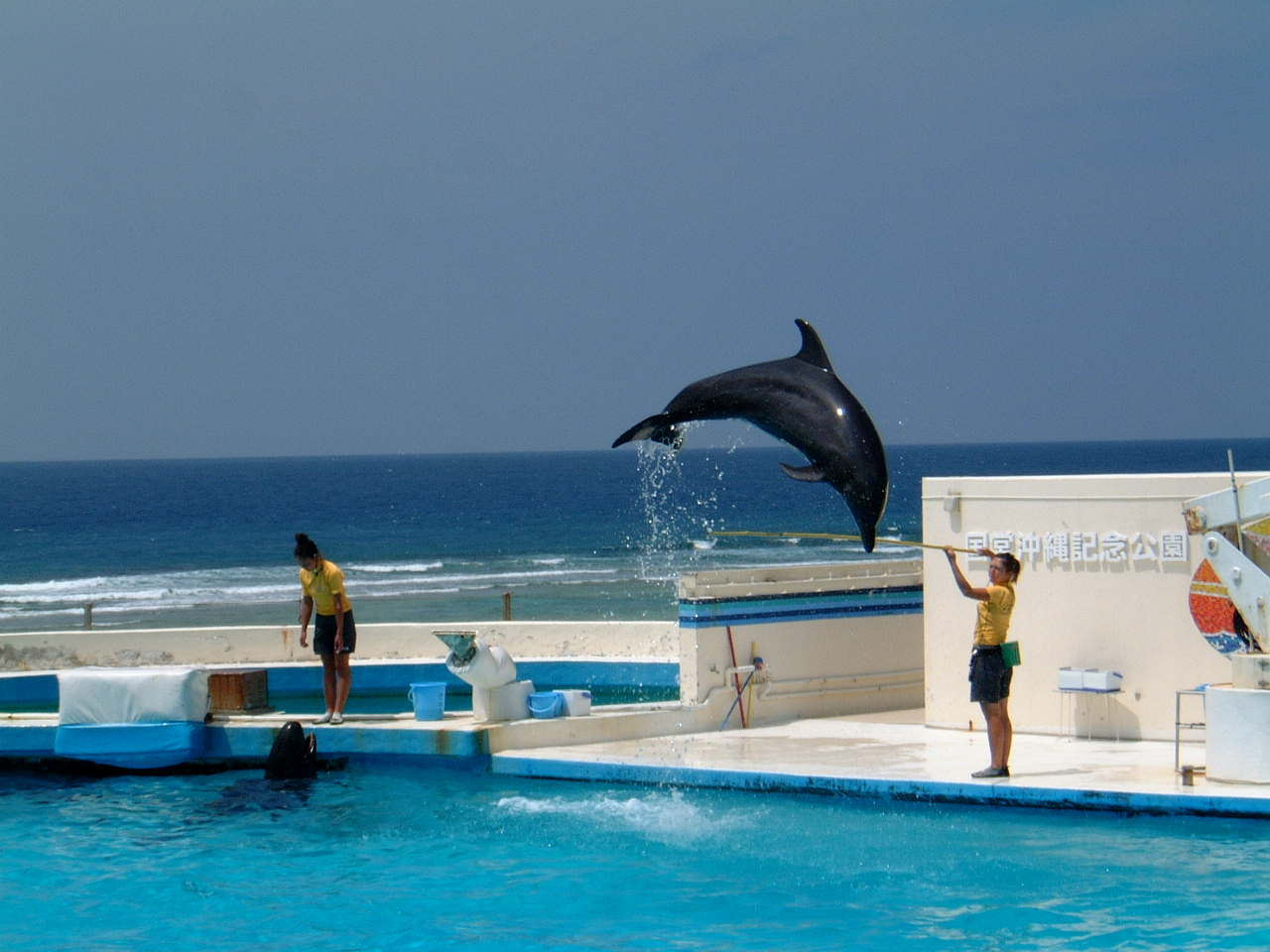
沖縄美ら海水族館にて

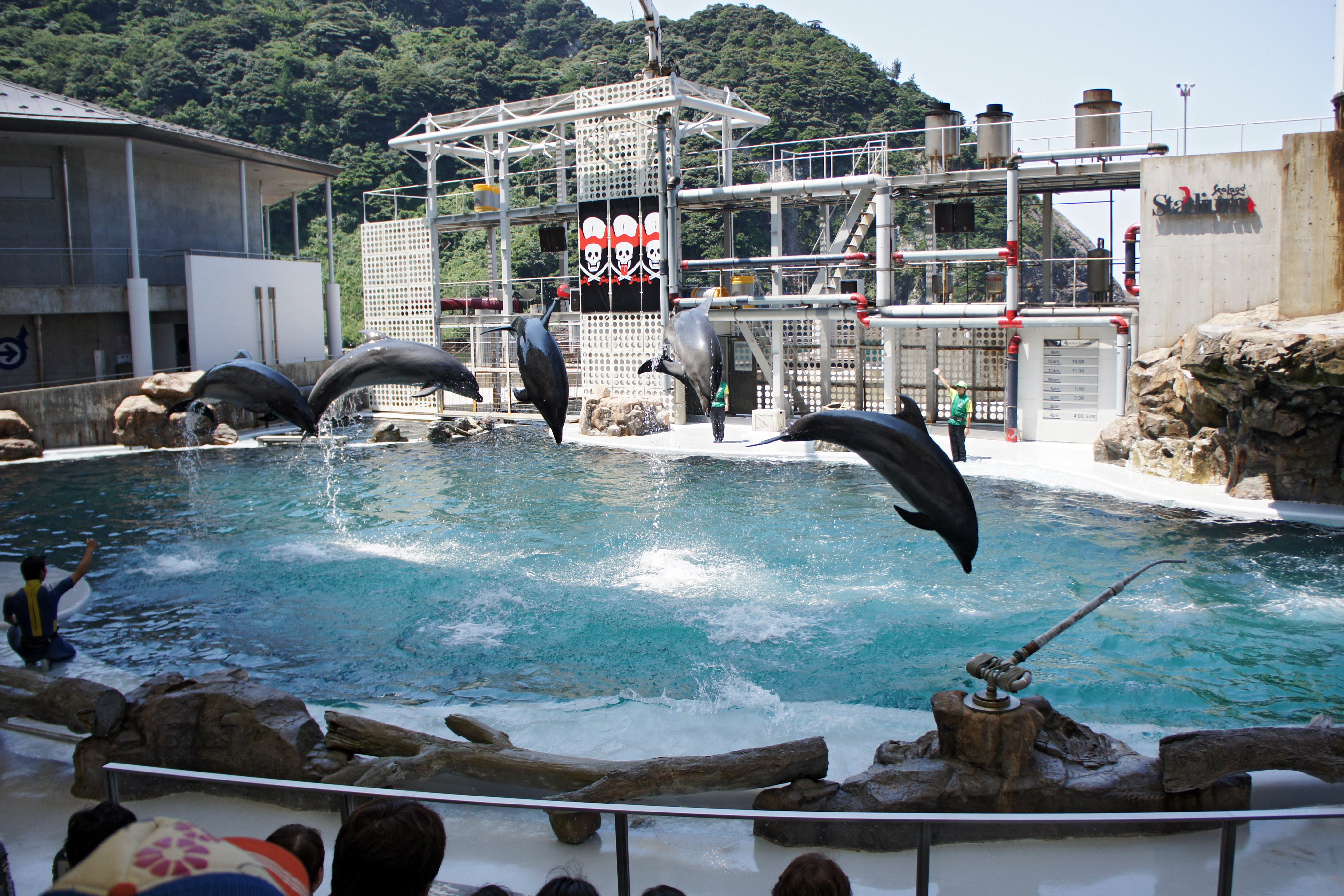
バンドウイルカのショー（城崎マリンワールド）

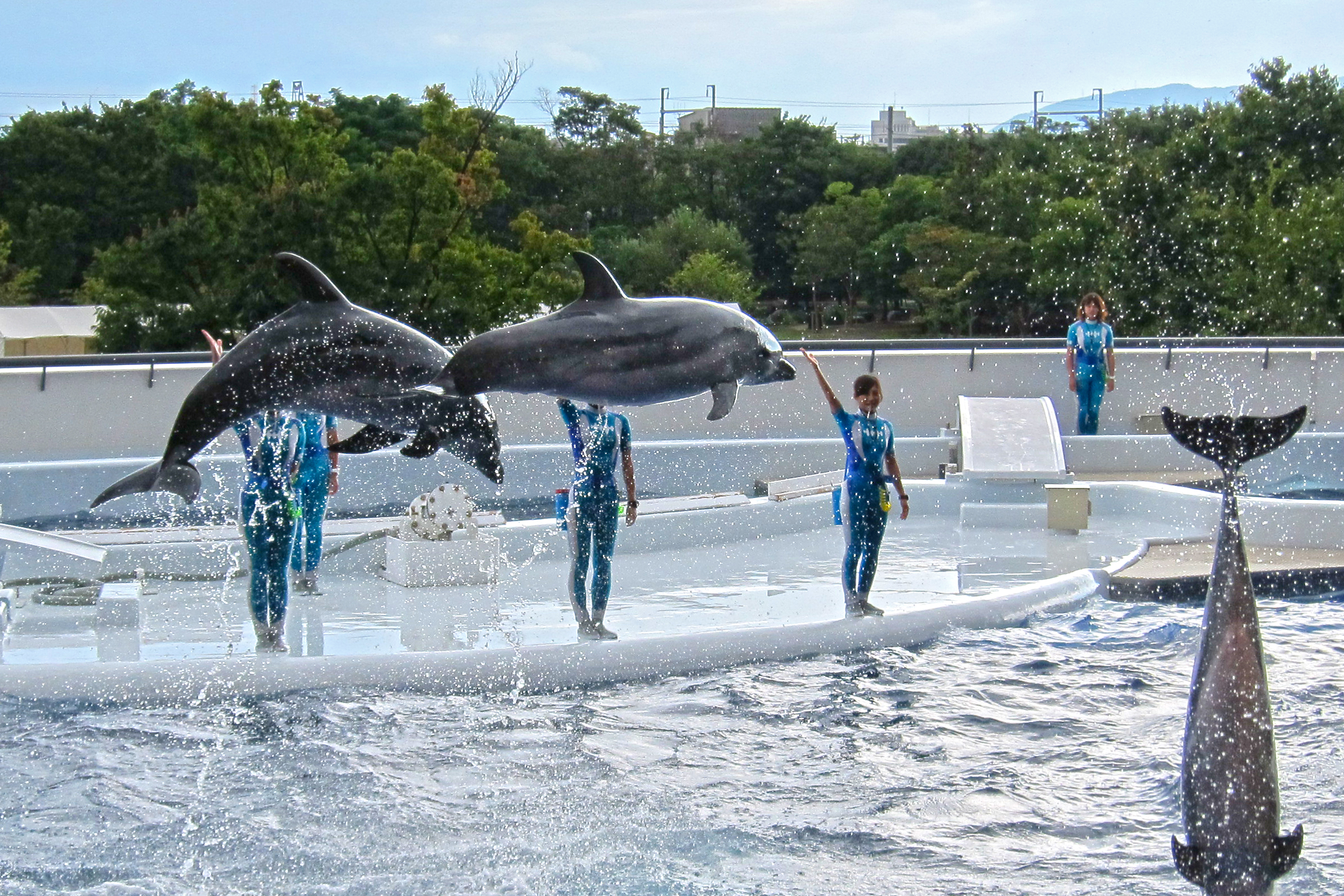
京都水族館にて

イルカショーとは、主に水族館や動物園で行われるイルカのショー形式展示法のこと。

## 概要
イルカショーは特に水族館において人気が高く、イルカショーを目玉とするところもある。一般には観客席に囲まれたプールでトレーナーが手で合図を出し、イルカが様々な得意技を披露する。イルカパフォーマンスなどの呼び名を使う施設も多く、その多彩なアクション(技)を以ってイルカの知能や能力を説明する科学的啓蒙を伴う場合もある。

## 演技
イルカショーにおける代表的な得意技にジャンプがあり、水中で速度をつけて水面から飛び上がり、ハイジャンプ、ハードルジャンプ、バックスピン、スピンジャンプ、テールキック、ランディングなどを披露する。また飛び上がって空中にぶら下げたボールを嘴でつついたり、尾で叩いたりといったレパートリーもある。
トレーナーを背に乗せて水中を泳いでみせるのもよく見かけるパフォーマンスである。2頭のイルカに片足ずつ乗せる場合もある。水中からプールサイドに乗り上がってみせることもある。その他、小技としては口で旗をくわえて振るとか、胸びれや尾ひれを水面から出して振ってみせる、等もあり、これらは最後の挨拶によく使われる。イルカのアクションを楽しむ以外に、プールサイドから手を伸ばしてイルカに触れるサービス（イルカタッチ）を行っているところもある。
イルカは頭が良く、アクションもそれに大きく支えられており、前述のようにショーの中でイルカの知能を解説する場合もある。また、好奇心が旺盛で、訓練（トレーニング）の際にも餌と笛で馴致（じゅんち）し、基本的にイルカ自身が楽しんでパフォーマンスを行なう様にしており、イルカがやる気を失うと稀にショーを放棄する事もある。その反面、ある個体の身につけた演技を同じチームの他の個体が奪ってやって見せた例もある。

## 水族館におけるショー
イルカを飼育している水族館の多くでイルカショーが行われる。水族館によってはアシカなどの海洋性哺乳類やペンギンのショーを行うところもある。

### 演出
イルカショーに対して特に力を入れている施設はイルカショーの演出に演出家を起用する施設もある。また、みさき公園(大阪府岬町)では日本で唯一イルカショーに特化した演出家:吉田将義によるショーが日本で初めて実施されている。

## 問題

### 健康
飼育下でのストレスが大きく健康的でないという指摘があるが、野生のイルカと飼育下のイルカを実際に比較した研究では、野生のイルカの半数以上が何らかの病気に罹患しており、飼育下のイルカの方が遥かに健康的であるとされている。研究では360頭以上の野生のイルカが検査されたが、野生のイルカからは「新興感染症や腫瘍、抗生物質耐性菌、驚くほど高いレベルの汚染物質」が検出され「臨床的に正常」とされるイルカは半数にも達せず、厳格に管理された飼育下のイルカの方が健康であるとされた。

### 日本におけるイルカの調達
和歌山県でのイルカの追い込み漁は、日本の水族館での有力なイルカの入手先であり、捕獲されたイルカは海外16か国に輸出されていた。太地の漁師によると、イルカを肉にした場合、1頭あたり約500～600ドルだが、生きた個体をブローカーに売ると8,000ドルだという。
しかし、2009年に追い込み漁をセンセーショナルに取り扱った映画『ザ・コーヴ』が公開されてから、環境保護団体からの圧力が強まった。世界動物園水族館協会は、2015年に日本動物園水族館協会を資格停止にした上で、1か月以内にイルカの入手方法について改善がない場合は除名するとした。
世界動物園水族館協会から除名された場合、動物の輸入が困難になる。日本動物園水族館協会は動物園の加盟者の方が多く、世界動物園水族館協会への遺留票が多数を占めた。
2015年5月20日、日本動物園水族館協会は、追い込み漁で捕獲されたイルカの購入をやめることを決定した。アメリカでは原則として野生動物の捕獲を禁止しており、水族館にいるイルカの7割は施設内繁殖となっている。しかし小規模の水族館には、繁殖用の設備がなく費用面の問題より新たに設備を整えるのも困難である。

### イルカ展示・ショーの廃止
2022年に韓国で動物に不要な苦痛やストレスを与える行為を禁じる法律が施行され、イルカなどの上に乗って、触ったり、餌を与えたりする行為が禁止された。韓国では水族館で飼育されているイルカを自然に戻す取り組みが行われている。
オーストラリアやニュージーランドでも、イルカショーやイルカの展示を取りやめる動きが出ている。その理由は「イルカを閉じ込めるべきではない」という思想によるものとされる。